# Aartsbisdom Maringá
Het aartsbisdom Maringá (Latijn: Archidioecesis Maringaënsis, Portugees: Arquidiocese de Maringá) is een rooms-katholiek aartsbisdom in Brazilië. De zetel van het aartsbisdom is in Maringá in de deelstaat Paraná. Maringá werd als bisdom gesticht op 1 februari 1956 als afsplitsing van het bisdom Jacarezinho. Tot 1970 maakte het deel uit van de kerkprovincie Curitiba. Tussen 1970 en 1979 was het ondergeschikt aan het aartsbisdom Londrina. Op 16 oktober 1979 werd Maringá verheven tot aartsbisdom.
Maringá heeft drie suffragaanbisdommen: Campo Mourão, Paranavaí en Umuarama.

## Referentie
- Catholic-Hierarchy

Maringá (aartsbisdom) · Campo Mourão · Paranavaí · Umuarama